# Lijst van burgemeesters van Anloo
Dit is een lijst van burgemeesters van de voormalige Nederlandse gemeente Anloo in de provincie Drenthe tot 1 januari 1998. Op deze datum werden de voormalige gemeenten Anloo, Gasselte, Gieten en Rolde samengevoegd tot de nieuwe gemeente Aa en Hunze.
| Ambtsperiode | Naam burgemeester                 | Partij of stroming | Bijzonderheden                  |
| ------------ | --------------------------------- | ------------------ | ------------------------------- |
| 1795 - 1812  | Albert Braams                     |                    | [ 1 ]                           |
| 1813 - 1825  | Hendrik Wilhelm Schummelketel     |                    |                                 |
| 1826 - 1853  | Jan Alberts Meursinge             |                    |                                 |
| 1853 - 1893  | Teunis Braams                     |                    |                                 |
| 1893 - 1908  | Gerhardus Hozeas Krull            |                    | was burgemeester van Grootegast |
| 1909 - 1920  | Jan Hendrik Herman Römelingh      |                    |                                 |
| 1920 - 1945  | Jean Jacques Engelenburg          |                    | [ 2 ]                           |
| 1943 - 1945  | Jan Kooistra                      | NSB                |                                 |
| 1946 - 1950  | ir. Pieter Leonard Willinge Prins |                    |                                 |
| 1950 - 1977  | mr. Karst Hinderikus Lambers      | VVD                |                                 |
| 1977 - 1987  | drs. C.A. Verspuij                | PvdA               |                                 |
| 1987 - 1998  | drs. R.W. Munniksma               | PvdA               |                                 |